# Ishihara Takayoshi
Takayoshi Ishihara (石原 崇兆, sinh ngày 17 tháng 11 năm 1992) là một cầu thủ bóng đá người Nhật Bản.

## Thống kê câu lạc bộ
Cập nhật đến ngày 23 tháng 2 năm 2017.
| Thành tích câu lạc bộ | Thành tích câu lạc bộ | Thành tích câu lạc bộ | Giải vô địch | Giải vô địch | Cúp                   | Cúp                   | Cúp Liên đoàn | Cúp Liên đoàn | Tổng cộng | Tổng cộng |
| Mùa giải              | Câu lạc bộ            | Giải vô địch          | Số trận      | Bàn thắng    | Số trận               | Bàn thắng             | Số trận       | Bàn thắng     | Số trận   | Bàn thắng |
| Nhật Bản              | Nhật Bản              | Nhật Bản              | Giải vô địch | Giải vô địch | Cúp Hoàng đế Nhật Bản | Cúp Hoàng đế Nhật Bản | J. League Cup | J. League Cup | Tổng cộng | Tổng cộng |
| --------------------- | --------------------- | --------------------- | ------------ | ------------ | --------------------- | --------------------- | ------------- | ------------- | --------- | --------- |
| 2011                  | Fagiano Okayama       | J2 League             | 27           | 1            | 2                     | 0                     | -             | -             | 29        | 1         |
| 2012                  | Fagiano Okayama       | J2 League             | 35           | 2            | 2                     | 0                     | -             | -             | 37        | 2         |
| 2013                  | Fagiano Okayama       | J2 League             | 39           | 2            | 1                     | 0                     | -             | -             | 40        | 2         |
| 2014                  | Fagiano Okayama       | J2 League             | 28           | 2            | 1                     | 0                     | -             | -             | 29        | 2         |
| 2015                  | Matsumoto Yamaga      | J1 League             | 16           | 0            | 3                     | 0                     | 4             | 1             | 23        | 1         |
| 2016                  | Matsumoto Yamaga      | J2 League             | 36           | 4            | 1                     | 1                     | -             | -             | 37        | 5         |
| Tổng                  | Tổng                  | Tổng                  | 181          | 11           | 10                    | 1                     | 4             | 1             | 195       | 13        |